# La Voz (1920-1936)
La Voz fue un periódico español publicado en la ciudad de Córdoba entre 1920 y 1936. A lo largo de su historia cambió de propietario en varias ocasiones, llegando a ser uno de los principales diarios de la capital cordobesa. Dejó de editarse al comienzo de la Guerra Civil, en 1936.

## Historia
El periódico apareció en 1920, fundado por el industrial Manuel Rosés Pastor. Inicialmente de tendencia independiente, La Voz contaba con dos ediciones diarias —una diurna y otra matutina— y pronto se convirtió en uno de los diarios más leídos de la ciudad. Estuvo dirigido ocasionalmente por Joaquín García Hidalgo. Sin embargo, debido a la falta de rentabilidad del diario la familia Rosés lo vendería a la conocida familia Cruz-Conde, pasando a ser el órgano oficioso de la Dictadura de Primo de Rivera en la provincia. Tras el final de la dictadura y la posterior proclamación de la Segunda República, el diario vivió un resurgimiento.  
La Voz fue adquirido por personas cercanas al Partido Republicano Radical, pasando a ser su propietario el líder radical Eloy Vaquero. A nivel andaluz, La Voz pasó a ser el segundo periódico lerrouxista con un mayor número de lectores. Siguió siendo órgano del Partido Radical en Córdoba hasta 1936. La Voz compitió con otros diarios de la capital cordobesa, como el Diario de Córdoba y El Defensor de Córdoba, y llegó a tener las mejores instalaciones de toda la ciudad. Después de las elecciones de febrero de 1936, Eloy Vaquero se retiró de la política y el control del diario pasó a manos de Rafael Castejón.
Al comienzo de la Guerra civil fue incautado por las fuerzas sublevadas, despareciendo poco después. El entonces director de La Voz, Pablo Troyano, fue arrestado el mismo día de la sublevación militar y posteriormente sería ejecutado por los rebeldes. En las antiguas instalaciones del diario pasó a editarse el periódico falangista Azul.